# Staņislavs Olijars
Staņislavs Olijars (22. marts 1979 i Tjeljabinsk, Russiske SFSR i Sovjetunionen) er en lettisk atletikudøver, der hovedsagelig deltager ved 110 meter hækkeløb.
Olijars blev indendørs europamester i 2000 i 60 meter hækkeløb, og vandt i 2002 medaljer både indendørs og udendørs. Hans bedste olympiske præstation var ved OL i 2004 i Athen, hvor han opnåede en femteplads. I 2006 blev Olijars europæisk mester i 110 meter hækkeløb. Under EM i atletik 2010 i Barcelona blev han diskvalificeret efter en tyvstart.